# 십오야 크라이시스 ~네가 보고 싶어~
〈십오야 크라이시스 ~네가 보고 싶어~〉(일본어: 十五夜クライシス 〜君に逢いたい〜 주고야크라이시스 키미니아이타이[*])는 Hundred Percent Free의 네 번째 싱글이다. 2011년 1월 26일에 pure:infinity에서 발매됐다.

## 개요
- 앨범 《JET!JET!!JET!!!》 선행 싱글.
- 초회반에만 《명탐정 코난》의 닫는 곡으로 쓰였던 두 곡의 TV 사이즈 버전을 수록.

## 수록곡
- 전체 편곡: 테라치 히데유키, Hundred Percent Free

### 초회반(명탐정 코난반)
1. 십오야 크라이시스 ~네가 보고 싶어~(十五夜クライシス 〜君に逢いたい〜)
  - 작사: Tack, Ko-KI, L(R)UCCA, 작곡: SIG
2. NAME
  - 작사: Tack, Ko-KI, 작곡: SIG
3. 십오야 크라이시스 ~네가 보고 싶어~ (TV SIZE)
4. Hello Mr. my yesterday (TV SIZE)
  - 작사: Tack, Ko-KI, L(R)UCCA, 작곡: TAKA

### 통상반(Hundred Percent Free반)
1. 십오야 크라이시스 ~네가 보고 싶어~
2. NAME
3. 십오야 크라이시스 ~네가 보고 싶어~ (inst.)
4. NAME (inst.)

| TV 애니메이션 《명탐정 코난》 닫는 곡 2011년 1월 8일 (602화) ~ 2011년 3월 26일 (609화) |                                                             |                                                 |
| 이전 곡: 쿠라키 마이 〈Tomorrow is the last Time〉                                     | Hundred Percent Free 〈십오야 크라이시스 ~네가 보고 싶어~〉 | 다음 곡: 브레이커즈 〈달밤의 못된 장난의 마법〉 |